# برج بلم
برج بلم (به پرتغالی: Torre de Belém) یک برج در پرتغال است که در لیسبون واقع شده‌است.
این برج که در سال ۱۵۱۴ شروع به ساخت و در سال ۱۵۱۹ تکمیل شده‌است، برج بلم که دارای ۳۰ متر ارتفاع می‌باشد در سال ۱۹۸۳ در فهرست میراث جهانی یونسکو ثبت شده‌است.

## نگارخانه

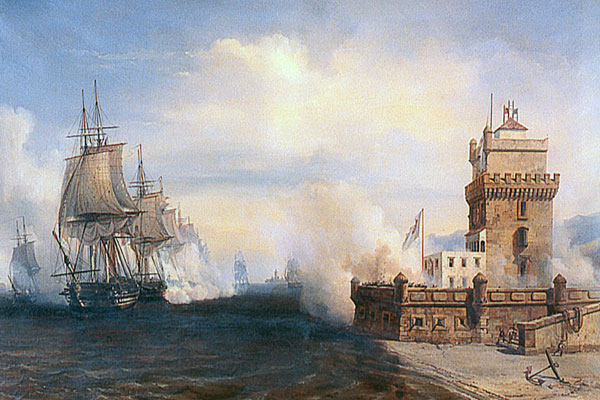
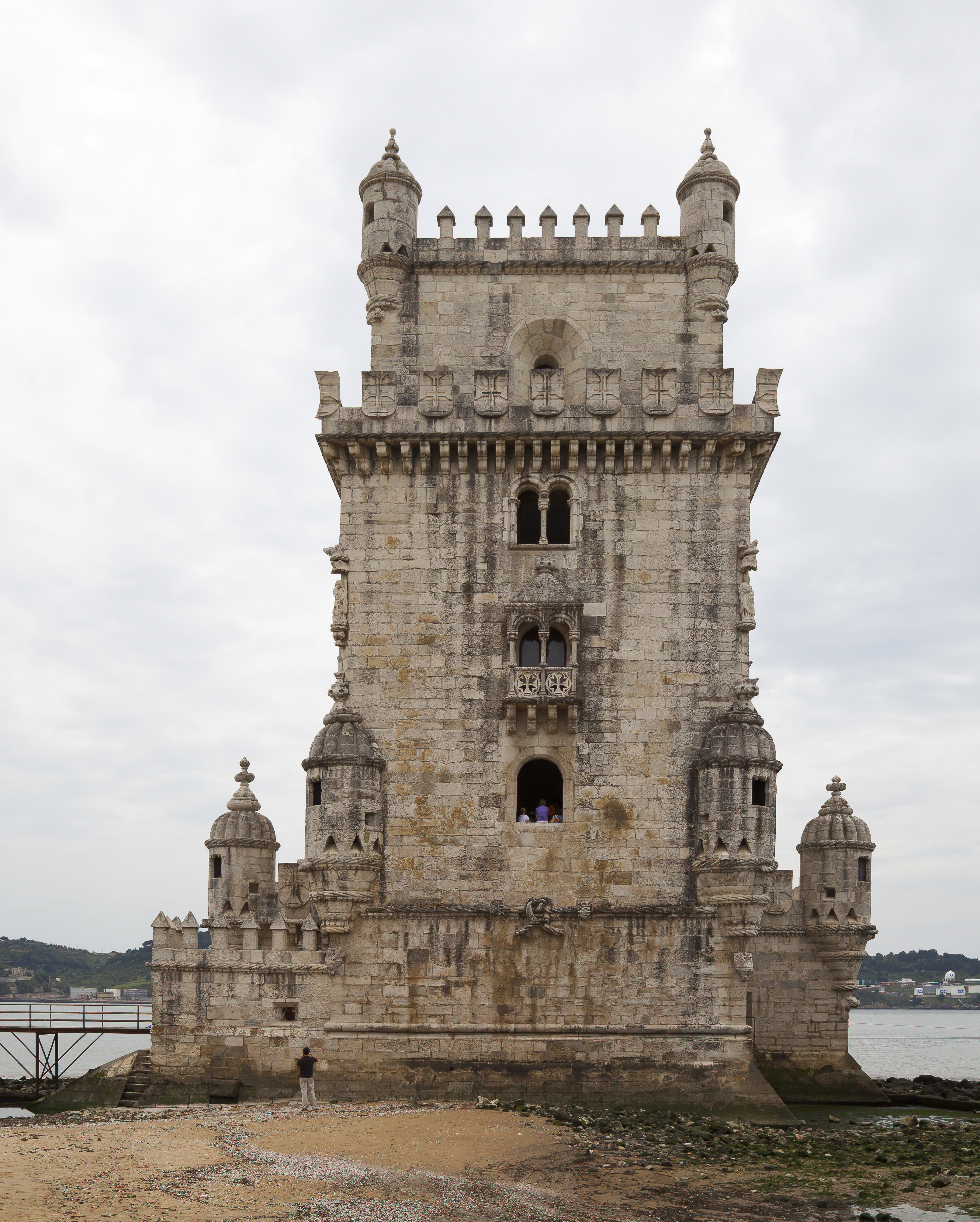
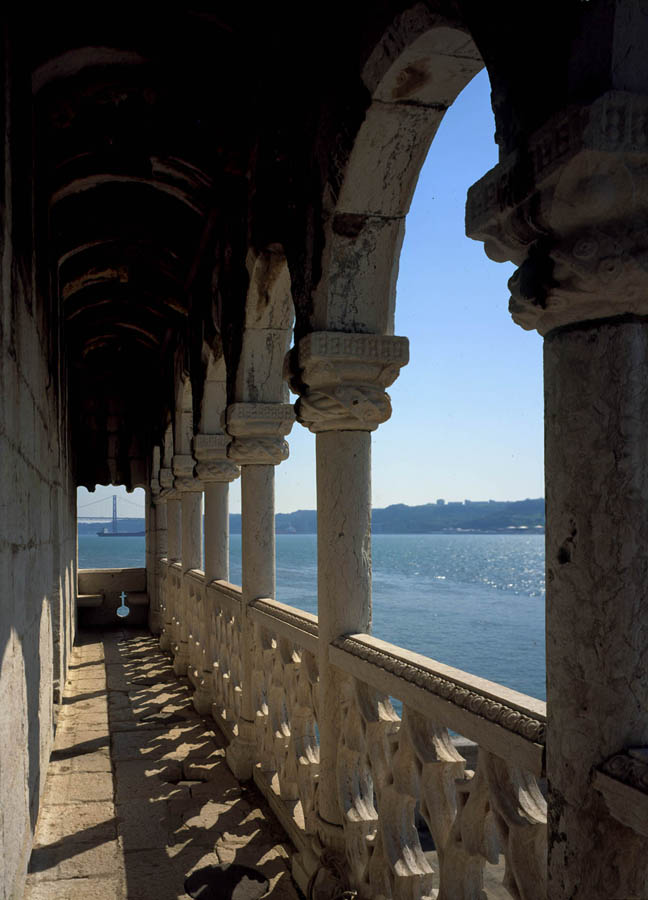
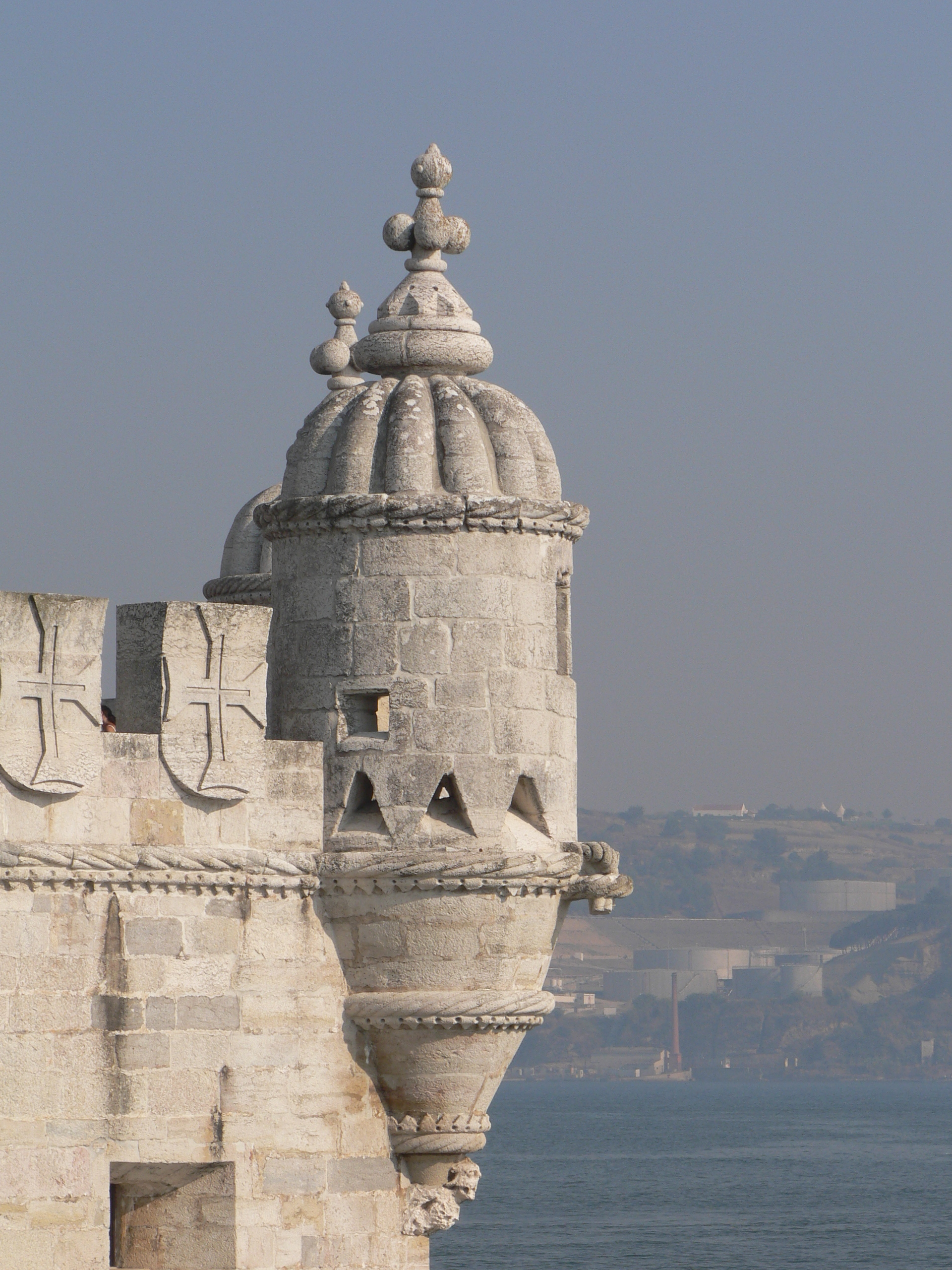
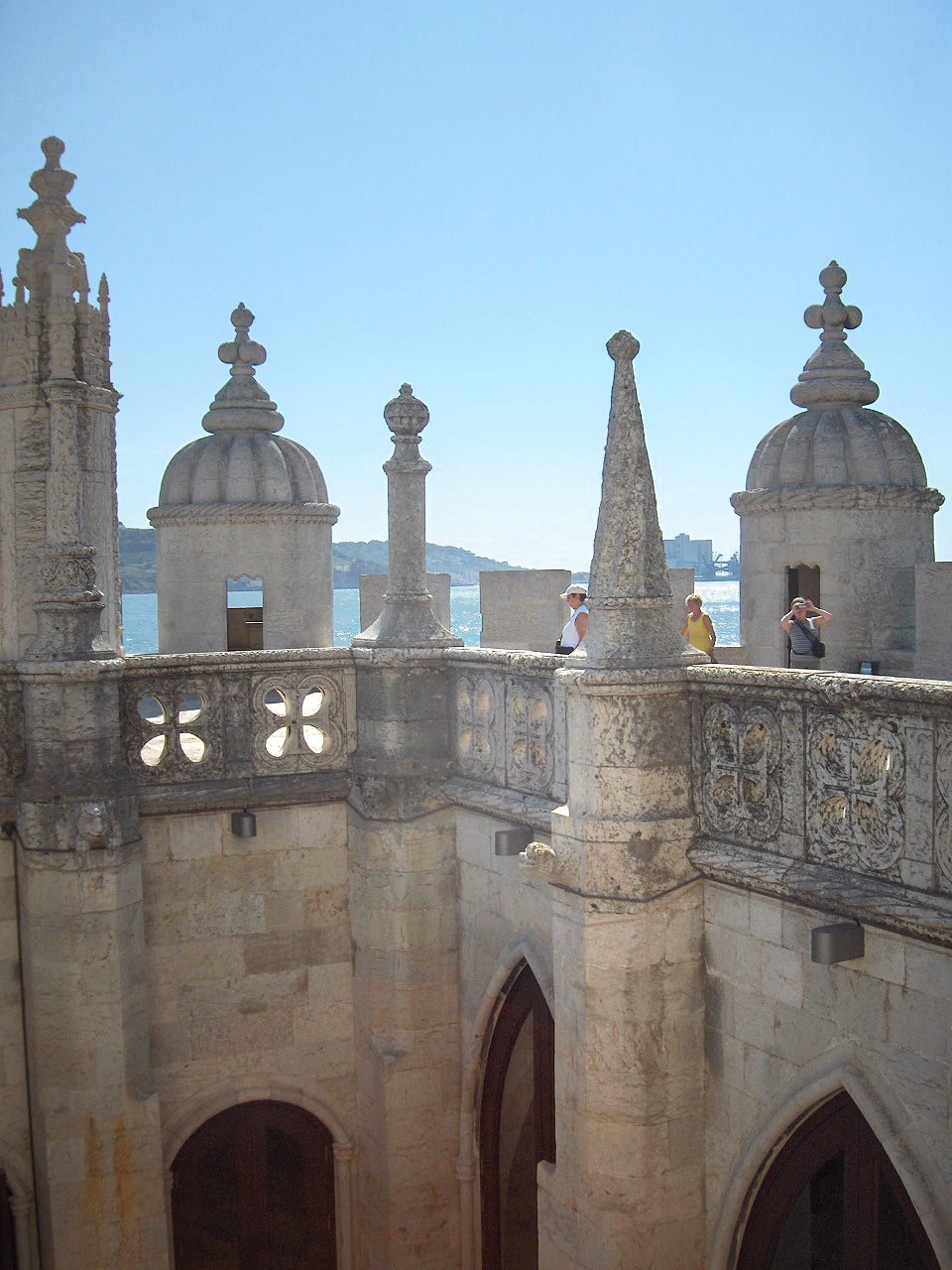
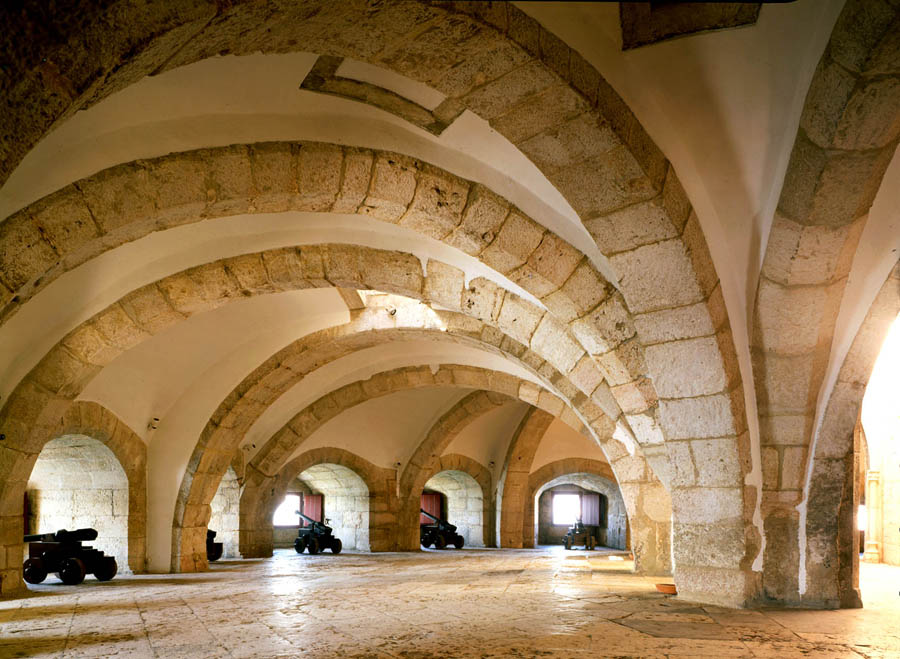
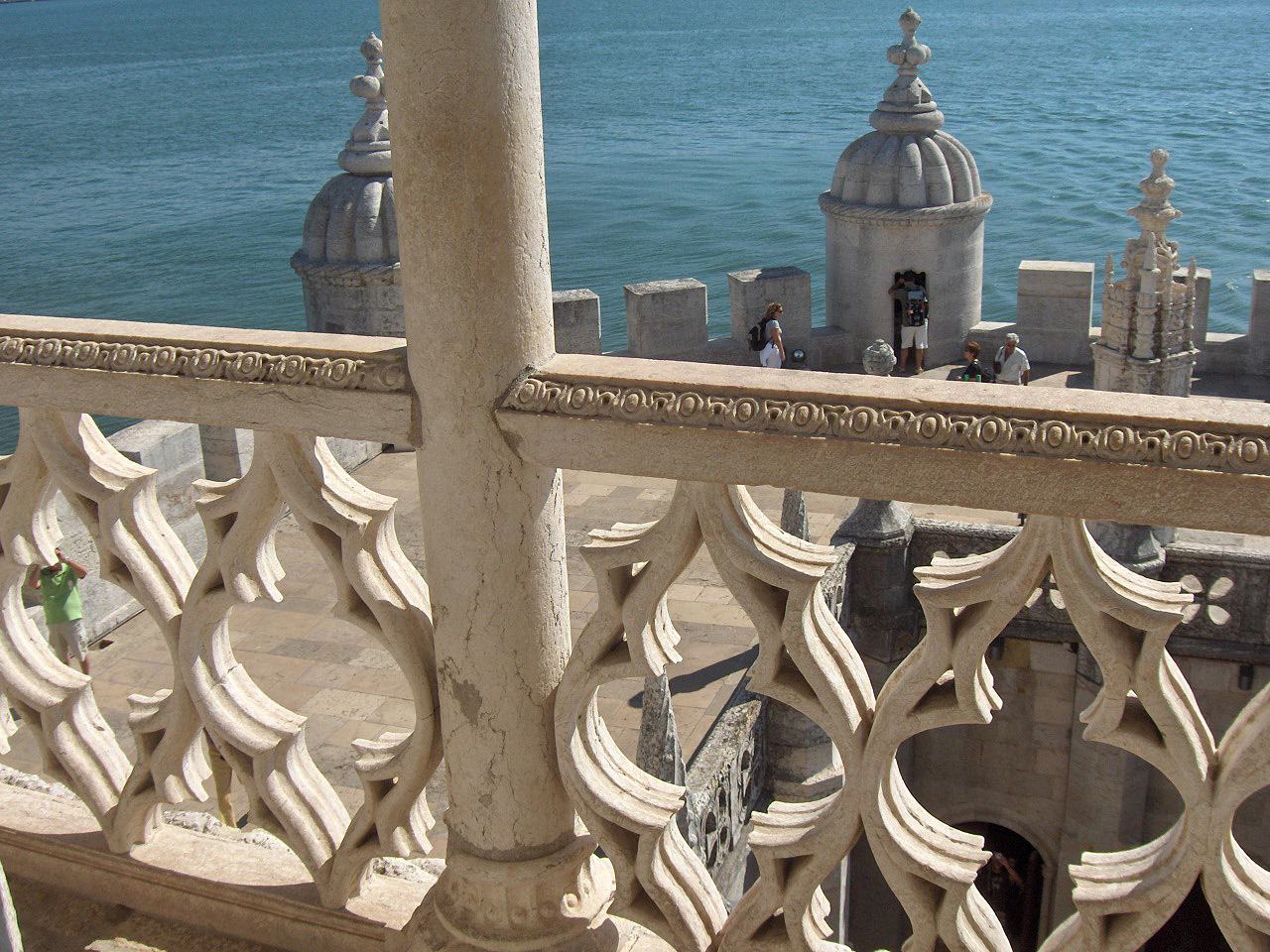
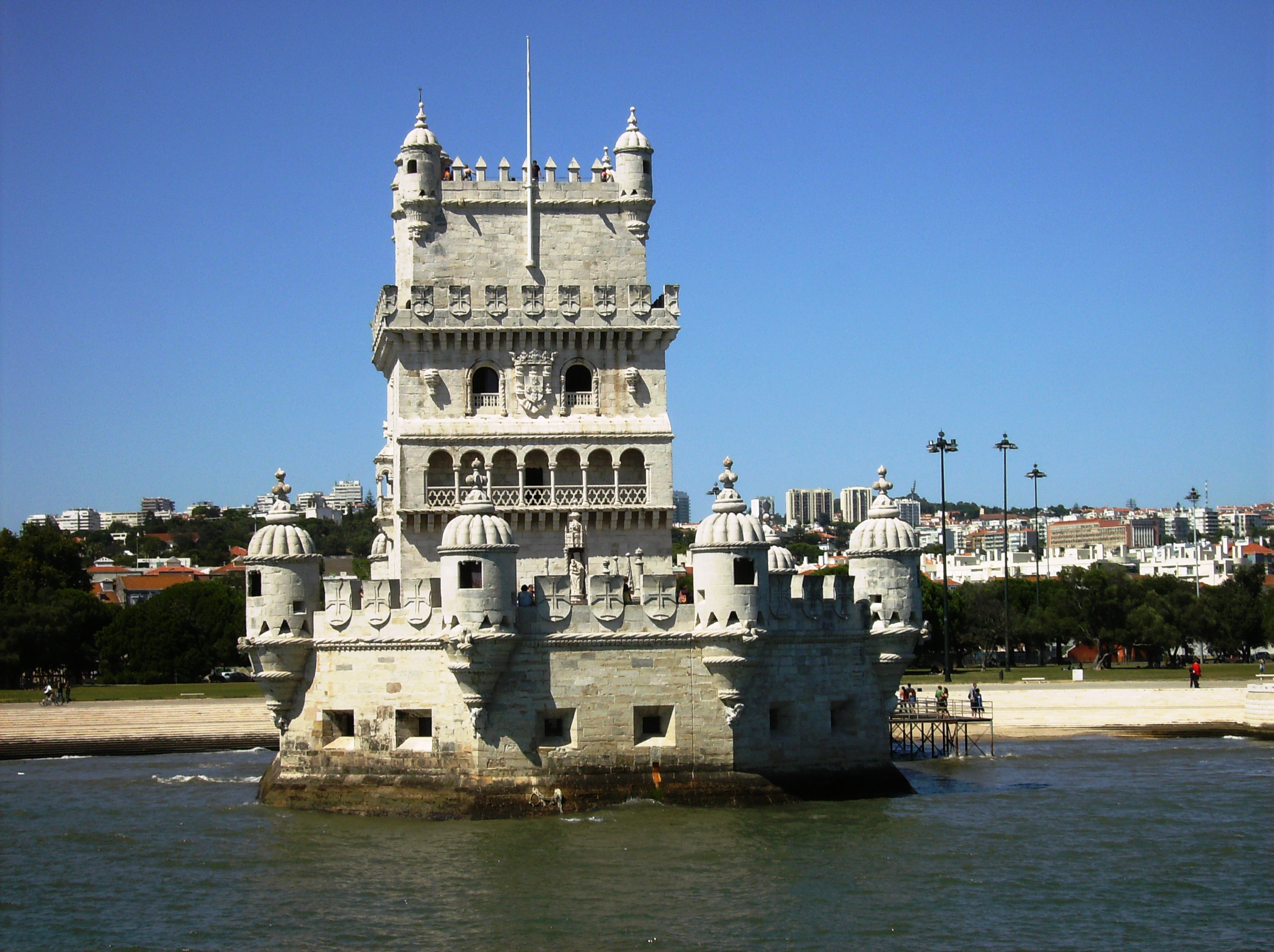
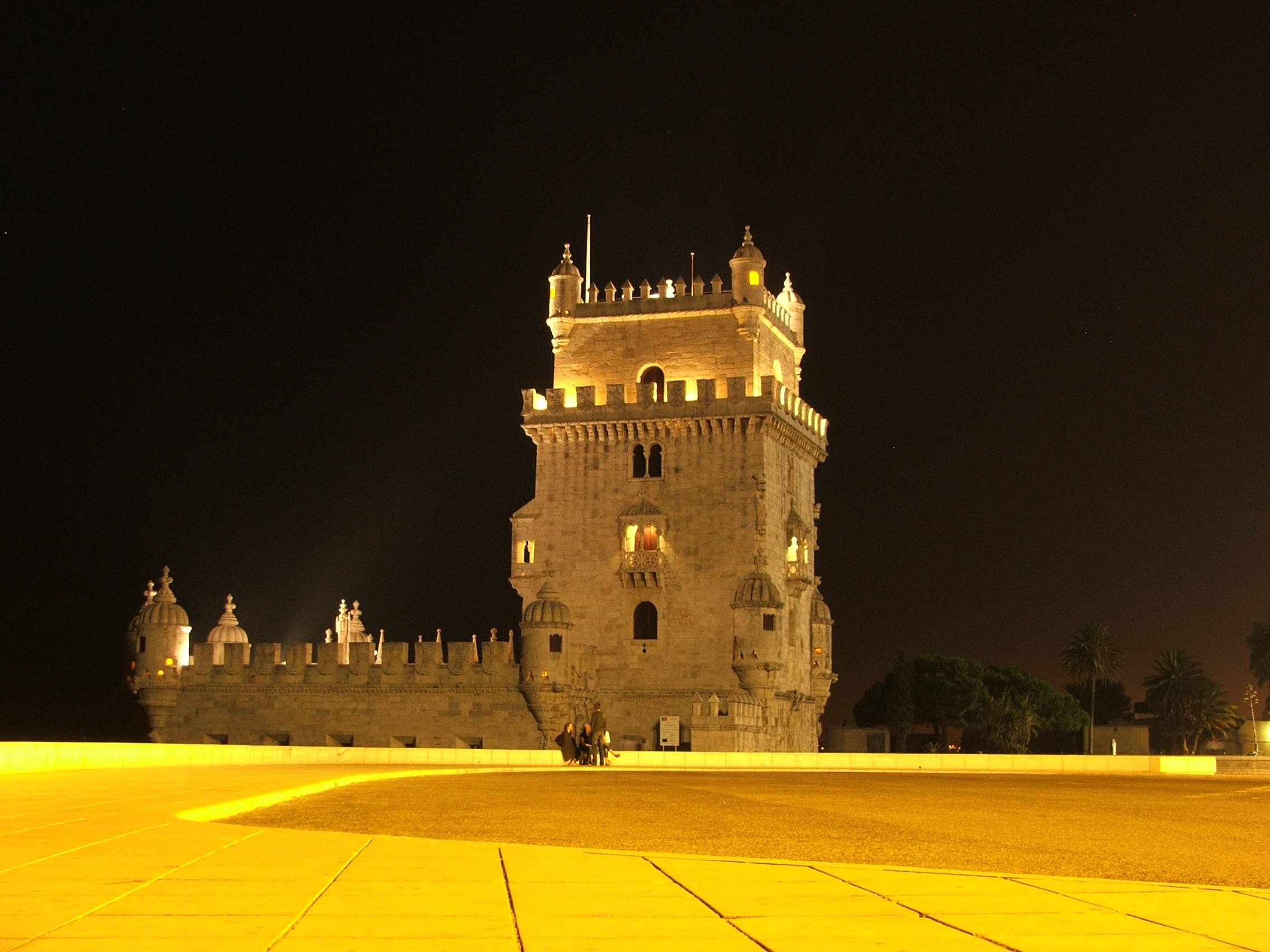